# Малгара (околия)
Околия Малгара (на турски: Malkara ilçesi) е околия, разположена във вилает Родосто, Турция. Общата ѝ площ е 1195 км2. Според оценки на Статистическия институт на Турция през 2022 г. населението на околията е 50 988 души. Административен център е град Малгара.

## Населени места
Околията се състои от 78 населени места – 5 града и 73 села.
Град
- Джами Атик
- Газибей
- Йенимахале
- Малгара
- Хаджъевхат

Села
- Аксакал (Aksakal)
- Алайбей (Alaybey)
- Алъшък (Allıışık)
- Ахиеврен (Ahievren)
- Ахметпаша (Ahmetpaşa)
- Багпънаръ (Bağpınarı)
- Балабанкуру (Balabancık)
- Балъкьой (Ballı)
- Балъсюле (Ballısüle)
- Байрамтепе (Bayramtepe)
- Баткън (Batkın)
- Букрово (Sağlamtaş)
- Вакъфигдемир (Vakıfiğdemir)
- Гьозсуз (Gözsüz)
- Гьонендже (Gönence)
- Гюнешли (Güneşli)
- Данишмент (Danişment)
- Деведжи (Deveci)
- Девели (Develi)
- Девели Енидже (Yenice)
- Давутели (Davuteli)
- Делилер (Deliller)
- Демирджили (Demircili)
- Дерекьой (Dereköy)
- Доганджа (Doğanköy)
- Долукьой (Dolu)
- Евренбей (Evrenbey)
- Елмалъ (Elmalı)
- Емирали (Emirali)
- Есендик (Esendik)
- Ибрибей (İbribey)
- Ибридже (İbrice)
- Исхакча (İshakça)
- Йъланлъ (Yılanlı)
- Йорюджек (Yörücek)
- Йорюк (Yörük)
- Кавакчешме (Kavakçeşme)
- Кадъкьой (Kadiköy)
- Калайджъ (Kalaycı)
- Караджагюр (Karacagür)
- Караджахалил (Karacahalil)
- Караигдемир (Karaiğdemir)
- Карамурат (Karamurat)
- Керман (Kermeyan)
- Киремитлик (Kiremitlik)
- Козйорюк (Kozyörük)
- Куйуджу (Kuyucu)
- Къръкали (Kırıkali)
- Кючукхадър (Küçükhıdır)
- Кюртюлю (Kürtüllü)
- Местанлар (Mestanlar)
- Мюстеджеп (Müstecep)
- Лизгар (Izgar)
- Пиринчешме (Pirinççeşme)
- Пишман (Yenidibek)
- Правчас (Çınaraltı)
- Теке (Tekkeköy)
- Теслимкьой (Sarıpolat)
- Тетекьой (Teteköy)
- Саръяр (Sarıyar)
- Сарнъчкьой (Sarnıçköy)
- Съртбей (Sırtbey)
- Хаджъсунгур (Hacısungur)
- Халъч (Halıç)
- Хаскьой (Hasköy)
- Хемит (Hemit)
- Хереке (Hereke)
- Чаушкьой (Çavuşköy)
- Чимендере (Çimendere)
- Чънарлъдере (Çınarlıdere)
- Шахин (Şahin)
- Яйлагьоне (Yaylagöne)
- Яйлакьой (Yaylaköy)